# Miliyah Kato
Miho Katō (加藤 美穂, Katō Miho) (nascida em 22 de junho de 1988), mais conhecida pelo nome artístico de Miliyah Kato (加藤 ミリヤ, Katō Miriya) é uma cantora e compositora de música pop e R&B nascida em Toyota (Aichi), Japão. Kato teve sua estreia no mercado musical com o single "Never Let Go/Yozora" em 2004, lançado pela gravadora Sony Music Entertainment Japan, e lançou o seu primeiro álbum Rose lançado no ano seguinte the next year. O estilo de Miliyah é influenciado por hip hop e R&B, especialmente por artistas como Lauryn Hill e Mary J. Blige. Kato se formou pela Meiji Gakuin University em Tóquio.

## Discografia

### Álbuns

#### Álbuns de estúdio
| Título           | Detalhes                                                                                    | Posições no ranking | Vendas         | Certificados     |
| Título           | Detalhes                                                                                    | JPN                 | Vendas         | Certificados     |
| ---------------- | ------------------------------------------------------------------------------------------- | ------------------- | -------------- | ---------------- |
| Rose             | - Released: October 26, 2005 - Label: Mastersix Foundation - Formats: CD, digital download  | 1                   | - JPN: 238,000 | - RIAJ: Platinum |
| Diamond Princess | - Released: March 7, 2007 - Label: Mastersix Foundation - Formats: CD, digital download     | 5                   | - JPN: 107,000 | - RIAJ: Gold     |
| Tokyo Star       | - Released: April 2, 2008 - Label: Mastersix Foundation - Formats: CD, digital download     | 4                   | - JPN: 207,000 | - RIAJ: Platinum |
| Ring             | - Released: July 8, 2009 - Label: Mastersix Foundation - Formats: CD, digital download      | 2                   | - JPN: 383,000 | - RIAJ: Platinum |
| Heaven           | - Released: July 28, 2010 - Label: Mastersix Foundation - Formats: CD, digital download     | 1                   | - JPN: 266,000 | - RIAJ: Platinum |
| True Lovers      | - Released: November 21, 2012 - Label: Mastersix Foundation - Formats: CD, digital download | 2                   | - JPN: 110,000 | - RIAJ: Gold     |
| Loveland         | - Released: February 19, 2014 - Label: Mastersix Foundation - Formats: CD, digital download | 3                   | - JPN: 51,000  |                  |
| Liberty          | - Released: March 2, 2016 - Label: Mastersix Foundation - Formats: CD, digital download     | 4                   | - JPN: 22,000  |                  |
| Utopia           | - Released: April 12, 2017 - Label: Mastersix Foundation - Formats: CD, digital download    | 5                   | - JPN: 14,000  |                  |
| Femme Fatale     | - Released: June 20, 2018 - Label: Mastersix Foundation - Formats: CD, digital download     | 8                   | - JPN: 5,000   |                  |

#### Álbuns de compilação
| Título       | Detalhes | Peak positions | Vendas         | Certificados     |
| Título       | Detalhes | JPN            | Vendas         | Certificados     |
| ------------ | --- | -------------- | -------------- | ---------------- |
| Best Destiny | - Released: November 5, 2008 - Label: Mastersix Foundation - Formats: CD, digital download                                         | 1              | - JPN: 222,000 | - RIAJ: Platinum |
| M Best       | - Released: August 3, 2011 - Label: Mastersix Foundation - Formats: CD, digital download                                           | 1              | - JPN: 308,000 | - RIAJ: Platinum |
| The Best     | - Released as Miliyah Kato x Shota Shimizu - Released: April 2, 2014 - Label: Mastersix Foundation - Formats: CD, digital download | 4              | - JPN: 51,000  |                  |
| Muse         | - Released: October 29, 2014 - Label: Sony Music Japan - Formats: CD, digital download                                             | 9              | - JPN: 31,000  |                  |

#### Remix albums
| Título                              | Detalhes                                                                                | Peak positions | Vendas | Certificados |
| Título                              | Detalhes                                                                                | JPN            | Vendas | Certificados |
| ----------------------------------- | --------------------------------------------------------------------------------------- | -------------- | ------ | ------------ |
| Kato Miliyah M-Mix: Mastermix Vol.1 | - Released: July 29, 2015 - Label: Mastersix Foundation - Formats: CD, digital download | 22             |        |              |

### Extended plays
| Title      | Album details                                                                            | Peak positions | Sales       | Certifications |
| Title      | Album details                                                                            | JPN            | Sales       | Certifications |
| ---------- | ---------------------------------------------------------------------------------------- | -------------- | ----------- | -------------- |
| M's X'Mas  | - Released: December 17, 2014 - Label: Mastersix Foundation - Formats: digital download  | —              |             |                |
| I Hate You | - Released: March 21, 2018 - Label: Mastersix Foundation - Formats: CD, digital download | 37             | - JPN:1,900 |                |

### Singles

#### As lead artist
| Título                                                      | Ano  | Posição mais alta | Posição mais alta | Posição mais alta         | Venda                                                            | Certificados                                                      | Álbum                   |
| Título                                                      | Ano  | JPN Oricon        | JPN Hot 100       | RIAJ Digital Track Chart† | Venda                                                            | Certificados                                                      | Álbum                   |
| ----------------------------------------------------------- | ---- | ----------------- | ----------------- | ------------------------- | ---------------------------------------------------------------- | ----------------------------------------------------------------- | ----------------------- |
| "Never Let Go"                                              | 2004 | 15                | —                 | —                         | - JPN CD: 45,000                                                 |                                                                   | Rose                    |
| "Yozora"                                                    | 2004 | 15                | —                 | —                         | - JPN CD: 45,000                                                 |                                                                   | Rose                    |
| "Beautiful"                                                 | 2004 | 26                | —                 | —                         | - JPN CD: 16,000                                                 |                                                                   | Rose                    |
| "Dear Lonely Girl"                                          | 2005 | 15                | —                 | 80                        | - JPN CD: 50,000 - JPN DL: 100,000+                              | - RIAJ: Gold (DL)                                                 | Rose                    |
| "Jōnetsu"                                                   | 2005 | 11                | —                 | —                         | - JPN CD: 42,000 - JPN DL: 100,000+                              | - RIAJ: Gold (DL)                                                 | Rose                    |
| "Sotsugyō"                                                  | 2006 | 23                | —                 | —                         | - JPN CD: 14,000 - JPN DL: 100,000+                              | - RIAJ: Gold (DL)                                                 | Diamond Princes         |
| "Last Summer"                                               | 2006 | 30                | —                 | —                         | - JPN CD: 14,000                                                 |                                                                   | Diamond Princes         |
| "I Will"                                                    | 2006 | 17                | —                 | 44                        | - JPN CD: 18,000                                                 |                                                                   | Diamond Princes         |
| "Eyes on You"                                               | 2007 | 13                | —                 | 70                        | - JPN CD: 25,000 - JPN DL: 100,000+                              | - RIAJ: Gold (DL)                                                 | Diamond Princes         |
| "My Girl" (featuring Color)                                 | 2007 | 29                | —                 | 42                        | - JPN CD: 10,000                                                 |                                                                   | Non-album singles       |
| "Love Is..."                                                | 2007 | 11                | —                 | 33                        | - JPN CD: 24,000 - JPN DL: 250,000+                              | - RIAJ: Platinum (DL)                                             | Tokyo Star              |
| "Lalala" (featuring Wakadanna)                              | 2007 | 7                 | —                 | 5                         | - JPN CD: 49,000 - JPN DL: 500,000+ - JPN Ringtone: 500,000+     | - RIAJ: 2×Platinum (DL) - RIAJ: 2×Platinum (Ringtone)             | Tokyo Star              |
| "Futurechecka" (featuring Simon, Coma-Chi and Taro Soul)    | 2007 | 7                 | —                 | —                         | - JPN CD: 49,000                                                 |                                                                   | Tokyo Star              |
| "19 Memories"                                               | 2008 | 16                | 17                | 6                         | - JPN CD: 23,000 - JPN DL: 500,000+ - JPN Ringtone: 500,000+     | - RIAJ: 2×Platinum (DL) - RIAJ: 2×Platinum (Ringtone)             | Tokyo Star              |
| "Sayonara Baby"                                             | 2008 | 9                 | 10                | 9                         | - JPN CD: 25,000 - JPN DL: 250,000+                              | - RIAJ: Platinum (DL)                                             | Ring                    |
| "Koi Shiteru"                                               | 2008 | 9                 | —                 | 43                        | - JPN CD: 25,000                                                 |                                                                   | Ring                    |
| "20 -Cry-"                                                  | 2009 | 7                 | 7                 | 18                        | - JPN CD: 23,000 - JPN DL: 250,000+                              | - RIAJ: Platinum (DL)                                             | Ring                    |
| "Love Forever" (with Shota Shimizu)                         | 2009 | 5                 | 1                 | 2                         | - JPN CD: 90,000 - JPN DL: 1,000,000+ - JPN Ringtone: 1,000,000+ | - RIAJ: Gold (CD) - RIAJ: Million (DL) - RIAJ: Million (Ringtone) | Ring The Best           |
| "Why"                                                       | 2009 | 10                | 8                 | 2                         | - JPN CD: 29,000 - JPN DL: 250,000+                              | - RIAJ: Platinum (DL)                                             | Heaven                  |
| "Forever Love" (with Shota Shimizu)                         | 2010 | 4                 | 3                 | 1                         | - JPN CD: 60,000 - JPN DL: 500,000+ - JPN Ringtone: 750,000+     | - RIAJ: 2×Platinum (DL) - RIAJ: 3×Platinum (Ringtone)             | The Best                |
| "Bye Bye"                                                   | 2010 | 8                 | 4                 | 1                         | - JPN CD: 19,000 - JPN DL: 100,000+                              | - RIAJ: Gold (DL)                                                 | Heaven                  |
| "Last Love"                                                 | 2010 | 13                | 40                | 2                         | - JPN CD: 17,000 - JPN DL: 250,000+                              | - RIAJ: Platinum (DL)                                             | Heaven                  |
| "Yūsha Tachi"                                               | 2011 | 8                 | 13                | 7                         | - JPN CD: 17,000 - JPN DL: 100,000+                              | - RIAJ: Gold (DL)                                                 | M Best True Lovers      |
| "Desire"                                                    | 2011 | 13                | 41                | 26                        | - JPN CD: 8,000                                                  |                                                                   | M Best                  |
| "Baby! Baby! Baby!"                                         | 2011 | 13                | —                 | 10                        | - JPN CD: 8,000                                                  |                                                                   | M Best                  |
| "Believe" (with Shota Shimizu)                              | 2011 | 9                 | 11                | 2                         | - JPN CD: 16,000 - JPN DL: 100,000+                              | - RIAJ: Gold (DL)                                                 | Journey M Best The Best |
| "Roman"                                                     | 2011 | 19                | 18                | 31                        | - JPN CD: 8,000                                                  |                                                                   | True Lovers             |
| "Aiaiai"                                                    | 2012 | 16                | 54                | 7                         | - JPN CD: 7,000                                                  |                                                                   | True Lovers             |
| "Heart Beat"                                                | 2012 | 14                | 8                 | 1                         | - JPN CD: 26,000 - JPN DL: 250,000+                              | - RIAJ: Platinum (DL)                                             | True Lovers             |
| "Lovers Part II" (featuring Wakadanna)                      | 2012 | 15                | 13                | —                         | - JPN CD: 10,000 - JPN DL: 100,000+                              | - RIAJ: Gold (DL)                                                 | True Lovers             |
| "Love Story" (with Shota Shimizu)                           | 2013 | 26                | 10                | —                         | - JPN CD: 10,000                                                 |                                                                   | The Best                |
| "Emotion"                                                   | 2013 | 26                | 27                | —                         | - JPN CD: 4,000                                                  |                                                                   | Loveland                |
| "Lonely Hearts"                                             | 2013 | 17                | 13                | —                         | - JPN CD: 7,000                                                  |                                                                   | Loveland                |
| "Love/Affection"                                            | 2014 | 23                | 10                | —                         | - JPN CD: 3,000                                                  |                                                                   | Loveland                |
| "Kamisama"                                                  | 2014 | 23                | —                 | —                         | - JPN CD: 3,000                                                  |                                                                   | Loveland                |
| "Fighter" (with Mika Nakashima)                             | 2014 | 13                | 19                | —                         | - JPN CD: 10,000                                                 |                                                                   | Muse                    |
| "Gift" (with Mika Nakashima)                                | 2014 | 13                | —                 | —                         | - JPN CD: 10,000                                                 |                                                                   | Muse                    |
| "You" (with Izumi Nakasone)                                 | 2014 | 13                | 15                | —                         | - JPN CD: 3,000                                                  |                                                                   | Muse                    |
| "Shonen Shojo"                                              | 2015 | 27                | 36                | —                         | - JPN CD: 3,000                                                  |                                                                   | Liberty                 |
| "Piece of Cake -Ai wo Sakebou-" (featuring Kazunobu Mineta) | 2015 | 54                | —                 | —                         | - JPN CD: 2,000                                                  |                                                                   | Liberty                 |
| "Lipstick"                                                  | 2015 | 44                | 76                | —                         | - JPN CD: 3,000                                                  |                                                                   | Liberty                 |
| "Future Lover -Mirai Koibito-"                              | 2016 | 42                | 30                | —                         | - JPN CD: 1,000                                                  |                                                                   | Liberty                 |
| "Saikouna Shiawase"                                         | 2016 | 49                | 57                | —                         | - JPN CD: 2,000                                                  |                                                                   | Utopia                  |
| "Dokomademo: How Far I'll Go"                               | 2017 | 49                | 12                | —                         | - JPN CD: 4,000                                                  |                                                                   | Utopia                  |
| "Shinyaku Dear Lonely Girl"                                 | 2017 | 53                | —                 | —                         | - JPN CD: 1,000                                                  |                                                                   | ASA                     |
| "Romance"                                                   | 2018 | 50                | 55                | —                         | - JPN CD: 900                                                    |                                                                   | ASA                     |

#### As featured artist
| Title                                                          | Year | Peak chart positions | Peak chart positions | Peak chart positions      | Sales                               | Certifications    | Album                         |
| Title                                                          | Year | JPN Oricon           | JPN Hot 100          | RIAJ Digital Track Chart† | Sales                               | Certifications    | Album                         |
| -------------------------------------------------------------- | ---- | -------------------- | -------------------- | ------------------------- | ----------------------------------- | ----------------- | ----------------------------- |
| "Shōri no Megami" (Dohzi-T featuring Miliyah Kato)             | 2004 | 84                   | —                    | —                         | - JPN CD: 9,000                     |                   | Dōmu                          |
| "Better Days" (Dohzi-T featuring Miliyah Kato and Roma Tanaka) | 2006 | 30                   | —                    | —                         | - JPN CD: 18,000 - JPN DL: 100,000+ | - RIAJ: Gold (DL) | Warabest: The Best of Dohzi-T |
| "My People" (Zeebra featuring Miliyah Kato)                    | 2007 | 44                   | —                    | —                         | - JPN CD: 6,000                     |                   | World of Music                |
| "Stronger" (AI featuring Miliyah Kato)                         | 2010 | 26                   | 30                   | 4                         | - JPN CD: 7,000                     |                   | The Last AI                   |
| "Lovers" (Wakadanna featuring Miliyah Kato)                    | 2012 | —                    | 35                   | —                         |                                     |                   | Life is Mountain              |
| "Lover" (m-flo featuring Miliyah Kato)                         | 2013 | 81                   | 15                   | —                         | - JPN CD: 1,000                     |                   | Neven                         |
| "One Day" (Thelma Aoyama featuring Miliyah Kato, AI)           | 2016 | —                    | —                    | —                         |                                     |                   | Pink Tears Smoke & Tears      |

#### Promotional singles
| Title                                                         | Year | Peak chart positions | Peak chart positions      | Sales              | Certifications    | Album                                                                      |
| Title                                                         | Year | JPN Hot 100          | RIAJ Digital Track Chart† | Sales              | Certifications    | Album                                                                      |
| ------------------------------------------------------------- | ---- | -------------------- | ------------------------- | ------------------ | ----------------- | -------------------------------------------------------------------------- |
| "At the Fever" (featuring Twigy, Nipps, Dev Large, Shinnosk8) | 2005 | —                    | —                         |                    |                   | Eyes on You                                                                |
| "24 Hours" (featuring Twigy)                                  | 2006 | —                    | —                         |                    |                   | Last Summer                                                                |
| "For So Long"                                                 | 2006 | —                    | —                         |                    |                   | Last Summer                                                                |
| "Kono Mama Zutto Asa Made"                                    | 2007 | —                    | 92                        | - JPN DL: 100,000+ | - RIAJ: Gold (DL) | Diamond Princess                                                           |
| "Saigo no I Love You"                                         | 2008 | —                    | 28                        | - JPN DL: 100,000+ | - RIAJ: Gold (DL) | Tokyo Star                                                                 |
| "Only Holy"                                                   | 2010 | —                    | 10                        |                    |                   | Miliyah the Clips 2004-2010 M's X'Mas                                      |
| "Konya wa Boogie Back" (featuring Shota Shimizu and Shun)     | 2012 | 11                   | —                         | - JPN DL: 100,000+ | - RIAJ: Gold (DL) | True Lovers                                                                |
| "Run Free" (with AI and Verbal)                               | 2013 | —                    | —                         |                    |                   | Motto Moriagaro                                                            |
| "Sakura Melody" (with Shota Shimizu)                          | 2014 | 42                   | —                         |                    |                   | The Best                                                                   |
| "I'll Be There with You" (featuring AI and Thelma Aoyama)     | 2014 | —                    | —                         |                    |                   | Muse                                                                       |
| "For You"                                                     | 2014 | —                    | —                         |                    |                   | Utada Hikaru no Uta -13 Kumi no Ongakuka ni Yoru 13 no Kaishaku ni Tsuite- |
| "Walk to the Dream"                                           | 2018 | —                    | —                         |                    |                   | Romance                                                                    |
| "Atashi no Saibo"                                             | 2018 | —                    | —                         |                    |                   | Femme Fatale                                                               |

### Other charted songs
| Title                                      | Year | Peak chart positions | Peak chart positions      | Sales                                       | Certifications                                        | Album               |
| Title                                      | Year | JPN Hot 100          | RIAJ Digital Track Chart† | Sales                                       | Certifications                                        | Album               |
| ------------------------------------------ | ---- | -------------------- | ------------------------- | ------------------------------------------- | ----------------------------------------------------- | ------------------- |
| "Better Days -Sweet Love Side-"            | 2007 | —                    | —                         | - JPN DL: 100,000+                          | - RIAJ: Gold (DL)                                     | Tokyo Star          |
| "I'm Your Angel" (featuring Shota Shimizu) | 2007 | —                    | —                         | - JPN DL: 100,000+                          | - RIAJ: Gold (DL)                                     | Céline Dion Tribute |
| "Ai ga Kieta Hi"                           | 2008 | —                    | 31                        |                                             |                                                       | Best Destiny        |
| "Aitai"                                    | 2009 | 59                   | 1                         | - JPN DL: 750,000+ - JPN Ringtone: 750,000+ | - RIAJ: 3×Platinum (DL) - RIAJ: 3×Platinum (Ringtone) | Ring                |
| "Sensation"                                | 2010 | —                    | 46                        |                                             |                                                       | Bye Bye             |
| "Koi ga Owaru Sono Toki ni"                | 2010 | —                    | 35                        |                                             |                                                       | Bye Bye             |
| "Tomorrow"                                 | 2010 | —                    | 61                        |                                             |                                                       | Last Love           |
| "Fallin'"                                  | 2010 | —                    | 72                        |                                             |                                                       | Last Love           |
| "X.O.X.O."                                 | 2010 | 80                   | 2                         | - JPN DL: 100,000+                          | - RIAJ: Gold (DL)                                     | Heaven              |
| "Baby I See You" (featuring Verbal)        | 2010 | —                    | 44                        | - JPN DL: 100,000+                          | - RIAJ: Gold (DL)                                     | Heaven              |
| "I Miss You"                               | 2010 | —                    | 89                        |                                             |                                                       | Heaven              |
| "Me"                                       | 2011 | —                    | 49                        |                                             |                                                       | M Best              |
| "Rainbow"                                  | 2011 | —                    | 80                        |                                             |                                                       | M Best              |
| "Baby Tell Me"                             | 2011 | —                    | 22                        |                                             |                                                       | Roman               |

### Video albums
| Title                               | Album details | Peak positions | Peak positions |
| Title                               | Album details | JPN DVD        | JPN Blu-ray    |
| ----------------------------------- | --- | -------------- | -------------- |
| Diamond Princess Tour 2007          | - Released: December 12, 2007 - Label: Mastersix Foundation - Format: DVD                                                 | 22             | —              |
| Tokyo Star Tour 2008                | - Released: December 10, 2008 - Label: Mastersix Foundation - Format: DVD                                                 | 11             | —              |
| Ring Tour 2009                      | - Released: May 26, 2010 - Label: Mastersix Foundation - Format: DVD                                                      | 2              | —              |
| Eternal Heaven Tour 2010-2011       | - Released: December 8, 2010 - Label: Mastersix Foundation - Format: DVD                                                  | 4              | —              |
| Miliyah the Clips 2004-2010         | - Release: November 2, 2011 - Label: Mastersix Foundation - Format: DVD, Blu-ray                                          | 2              | 16             |
| M BEST Tour 2011                    | - Release: December 12, 2012 - Label: Mastersix Foundation - Format: DVD, Blu-ray                                         | 5              | 31             |
| True Lovers Tour 2013               | - Release: February 19, 2014 - Label: Mastersix Foundation - Format: DVD, Blu-ray                                         | 4              | 29             |
| Loveland Tour 2014                  | - Release: February 25, 2015 - Label: Mastersix Foundation - Format: DVD, Blu-ray                                         | 13             | 81             |
| The Best 2 Man Tour 2014            | - Released as Miliyah Kato x Shota Shimizu - Release: April 22, 2015 - Label: Mastersix Foundation - Format: DVD, Blu-ray | 7              | 69             |
| 10th Anniversary "A Muse" Tour 2015 | - Release: April 6, 2016 - Label: Mastersix Foundation - Format: DVD, Blu-ray                                             | 10             | 41             |
| Dramatic Libery Tour 2016           | - Release: January 11, 2017 - Label: Mastersix Foundation - Format: DVD, Blu-ray                                          | 5              | 32             |
| Utopia Tour 2017                    | - Release: January 17, 2018 - Label: Mastersix Foundation - Format: DVD, Blu-ray                                          | 14             | 29             |

### Aparições especiais
| Title             | Ano  | Outros artistas                    | Album                                                        |
| ----------------- | ---- | ---------------------------------- | ------------------------------------------------------------ |
| "Cherry Oh! Baby" | 2003 | Reggae Disco Rockers               | Reggae Magic                                                 |
| "Paradise"        | 2005 | Heartsdales                        | Super Star                                                   |
| "In the Night"    | 2005 | V.A.                               | We Love Dance Classics Vol.1                                 |
| "Sunshine"        | 2005 | KM-MARKIT                          | Vivid                                                        |
| "One Day"         | 2005 | m-flo                              | Beat Space Nine                                              |
| "Righ' Now!"      | 2006 | Twigy, You the Rock★               | Thing Twice                                                  |
| "Michelle"        | 2006 | Yuji Ohno, Lupintic Five           | Lupin III TV Special Seven Days Rhapsody Original Soundtrack |
| "Me & My..."      | 2006 | KM-MARKIT                          | Mark Out                                                     |
| "Hikaru Mirai"    | 2007 | Dohzi-T                            | One MIC                                                      |
| "Turn It Up"      | 2009 | m-flo, Verbal, Little, Kohei Japan | M-Flo Inside: Works Best III                                 |
| "I Miss You"      | 2013 | Daishi Dance                       | New Party!                                                   |
| "Last Forever"    | 2015 | Spicy Chocolate, SKY-HI            | Shibuya Junai Monogatari 2                                   |